# Narciso Abellana
Narciso Villaver Abellana MSC (* 11. November 1953 in Talisay City, Provinz Cebu, Philippinen) ist Bischof von Romblon.

## Leben
Narciso Abellana trat der Ordensgemeinschaft der Herz-Jesu-Missionare bei und legte am 2. Juni 1977 die ewige Profess ab. Er empfing am 28. Dezember 1978 das Sakrament der Priesterweihe.
Am 15. Oktober 2013 ernannte ihn Papst Franziskus zum Bischof von Romblon. Der Erzbischof von Lingayen-Dagupan, Socrates Buenaventura Villegas, spendete ihm am 11. Dezember desselben Jahres die Bischofsweihe; Mitkonsekratoren waren der Bischof von San Jose, Roberto Calara Mallari, und der Bischof von Cabanatuan, Sofronio Aguirre Bancud SSS. Die Amtseinführung fand am 9. Januar 2014 statt.